# يوليوس موزر
يوليوس موزر (بالألمانية: Julius Moser)‏ هو عالم حشرات ألماني، ولد في 8 نوفمبر 1863، وتوفي في 4 يوليو 1929.